# Fort Biehler

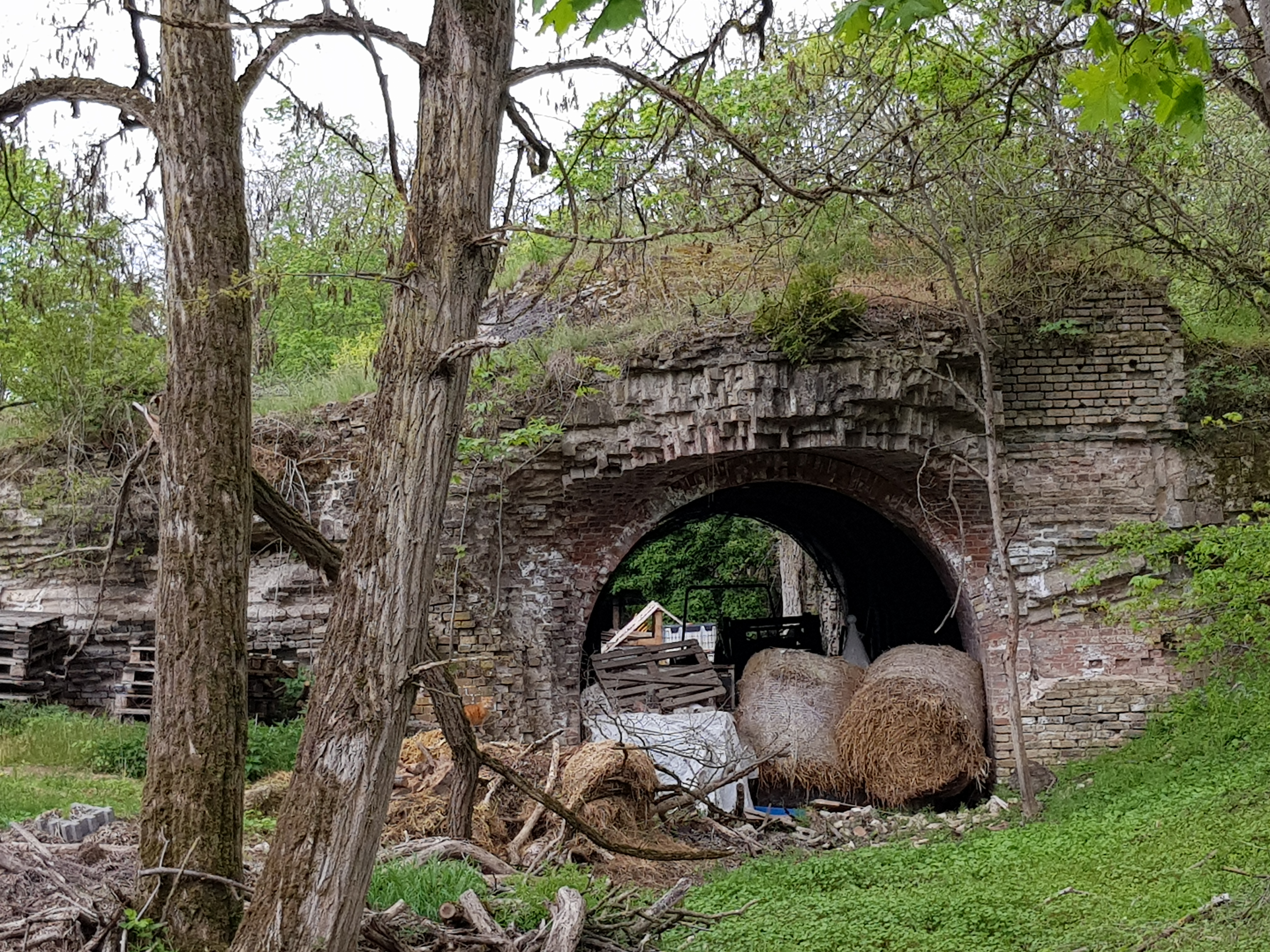
Ruinen mit rotem Kater

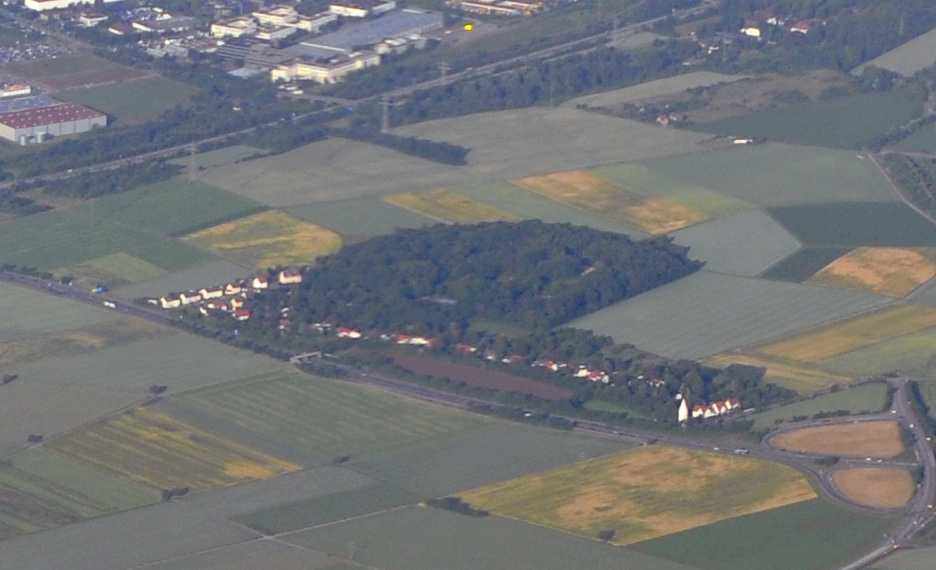
Luftbild der bewaldeten Anlage, davor die Siedlung mit der Erbenheimer Warte

Das Fort Biehler ist ein Teil der ehemaligen Festung Mainz. Es wurde in den Jahren 1880 bis 1884 als Fort Petersberg erbaut. Am 30. April 1885 erfolgte die Umbenennung in Fort Biehler zu Ehren des ein Jahr zuvor ausgeschiedenen Chefs des preußischen Ingenieurkorps Hans Alexis von Biehler. Die Anlage entspricht dem nach ihm benannten Biehler-Fort oder Einheitsfort. Die Feste ist das letzte große Werk, welches zur Verstärkung der Festung Mainz erbaut wurde.

## Geschichte
Die Planungen für ein Fort auf dem Petersberg nahe der 1497 erbauten Erbenheimer Warte gehen zurück auf einen Entwurf des Ingenieurkorps vom April 1878. Nach diversen Änderungen an der Bauausführung konnte das Werk 1880 begonnen werden, 1884 war die Anlage fertiggestellt. Der letzte große Umbau an der Feste erfolgte 1910 mit dem Einbau eines Übungswerkes für das Pionier-Btl. 25.
Nach dem Ersten Weltkrieg besetzten französische Truppen das Fort, die die Anlage als Kaserne und ab 1925 als Lager benutzten. 1924 wurde die Anlage per Gesetz aufgelassen. Wie alle übrigen Mainzer Festungswerke fiel auch Fort Biehler unter die Bestimmungen des Artikels 180 des Versailler Vertrags und musste entfestigt werden. Die Abbrucharbeiten am Fort erstreckten sich über den Zeitraum von April bis August 1927.
1930 erwarben die Dyckerhoff-Zementwerke die Ruine des Forts. Diese überließen die Trümmer der Stadt Mainz, welche in der Nähe im Rahmen eines Programmes zur Schaffung von Wohnraum für Erwerblose die Siedlung Fort Biehler errichten ließ, bei der Steine aus der Fortruine zum Einsatz kamen. Nach der Rheinlandbesetzung wurde aus dem ehemaligen Fort ein Übungsgelände für die in Kastel stationierten Truppenteile.
Im Zweiten Weltkrieg nutzen die Bewohner der Siedlung die Festungsreste als provisorische Luftschutzräume. Das Gelände erhielt auch tatsächlich diverse Bombentreffer. Nach dem Krieg übernahmen amerikanische Truppen das Werk und begannen mit der Verfüllung des Kehlgrabens. Zeitweilig waren auch Flüchtlinge in den Ruinen untergebracht. Seit 1956 nutzt der Katastrophenschutz das Gelände zu Übungszwecken, es ist daher nicht frei zugänglich.
Seit 1998 bemüht sich eine Initiative um den Erhalt der Festungsreste auf dem Petersberg. Die Reste des Forts stehen jedoch nicht unter Denkmalschutz.

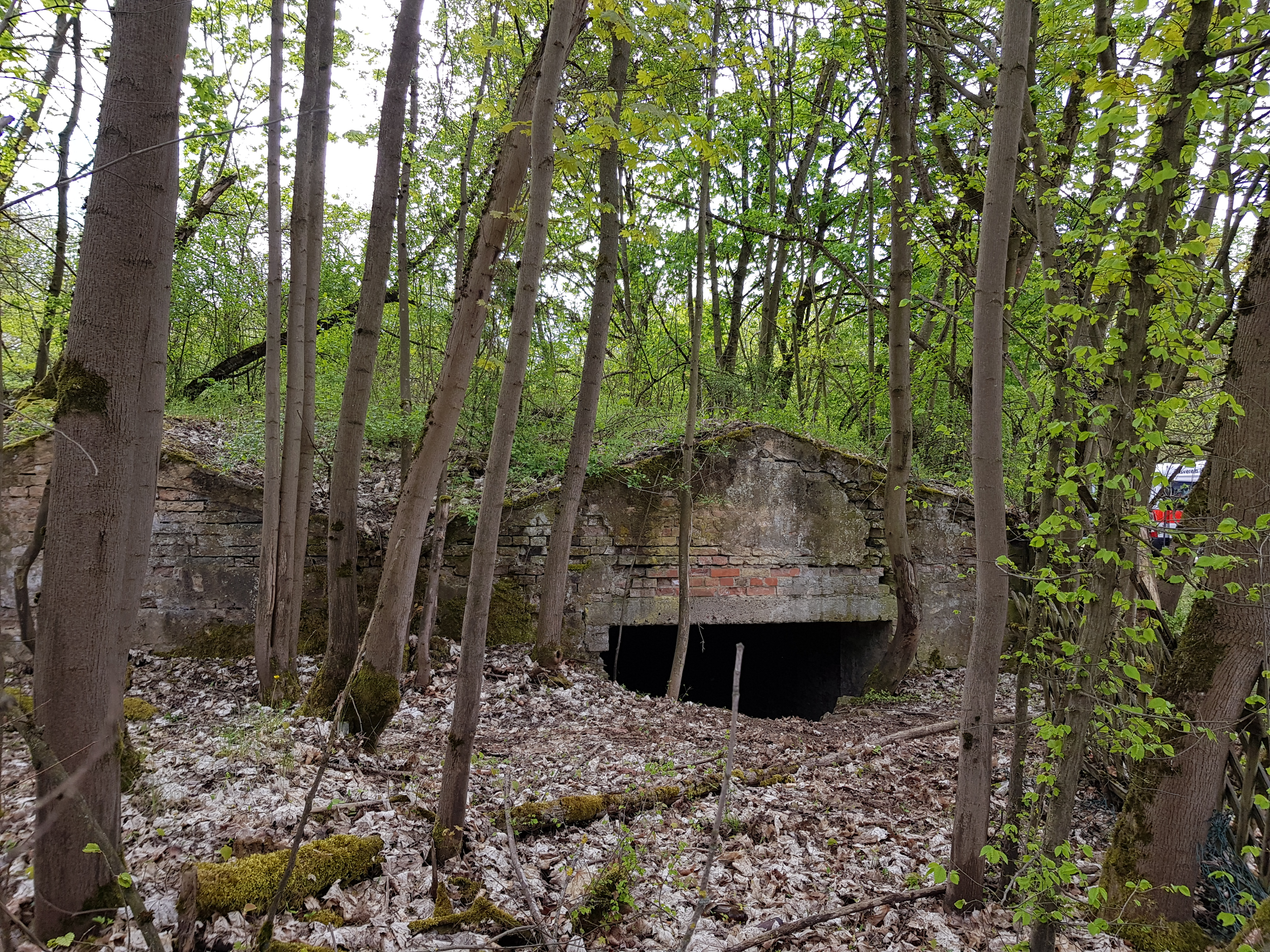
Ruinen am Eingang zum Übungsplatz
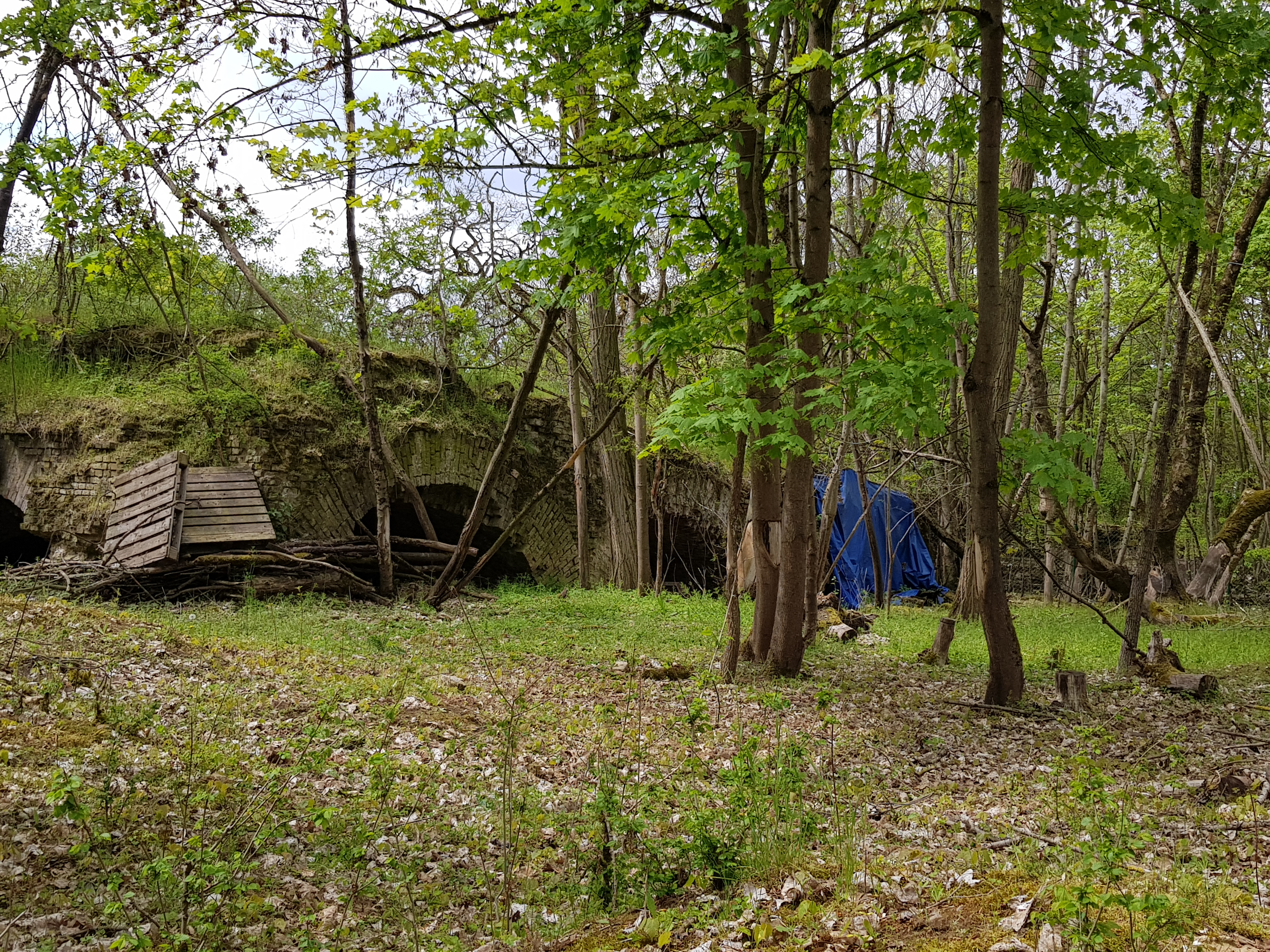
Ruinen
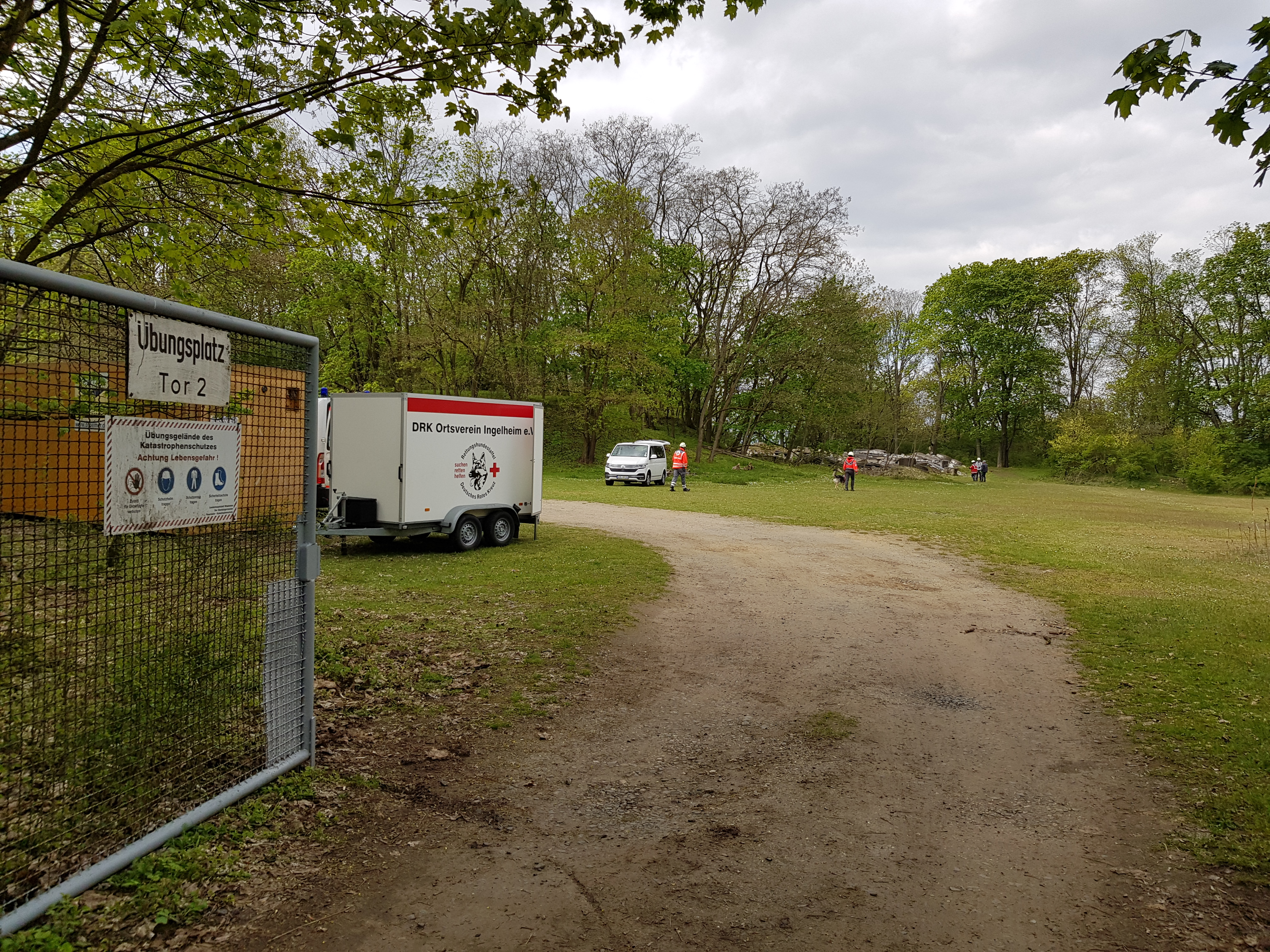
Eingangstor zum Übungsplatz während einer DRK-Übung